# Andalusië
Andalusië, ook wel Andaloesië (Spaans: Andalucía) is een van de zeventien autonome gemeenschappen van Spanje. In 2012 had het een inwonertal van 8.449.985, en is daarmee de grootste Spaanse autonome regio naar inwoneraantal. De hoofdstad van Andalusië is Sevilla. Andalusië moet niet verward worden met Al-Andalus wat het grootste gedeelte van Spanje en Portugal bevatte.

## Geografie
Andalusië is gelegen in het zuiden van Spanje. Het gebied grenst in het noorden aan Extremadura en Castilië-La Mancha, in het oosten aan Murcia, in het zuiden aan de Middellandse Zee en Gibraltar, en in het westen aan Portugal en de Atlantische Oceaan.
Geografisch gezien valt Andalusië grofweg te verdelen in drie delen:
- De Sierra Nevada en aangrenzende gebergten in het zuiden en oosten. De hoogste top is de Mulhacén met 3482 meter, tevens de hoogste berg op het vasteland van Spanje.
- De Sierra Morena in het noorden op het grensgebied van Extremadura en Castilië-La Mancha.
- De vallei van de Guadalquivir ligt hiertussenin, met het beschermde moerasgebied Marismas del Guadalquivir als de indrukwekkende delta van deze rivier.

## Geschiedenis

### Tartessus
De eerste beschaving die zich vestigde in Andalusië na de neanderthalers en de vroege moderne mens was de Fenicische. Toch troffen die een reeds wat ontwikkelde Iberische cultuur aan, gegroeid uit neolithische stammen uit Afrika. In de IJzertijd spreekt men wel van Tartessus, een naam die in de Griekse bronnen opduikt, maar tot nu toe niet preciezer geïdentificeerd kon worden; ze lijkt verwant met de naam van de stam die later in dit gebied leefde, de Turdetani. Er trad ook vermenging op met Grieken die vooral het noordoosten van Spanje koloniseerden, en met Kelten. Tartessus zou door Carthago rond 500 v.Chr. zijn onderworpen. Deze Carthagers bleven in Spanje hangen en verstevigden hun greep op het gebied, zonder dat het kwam tot daadwerkelijke annexatie.

### Romeinse periode

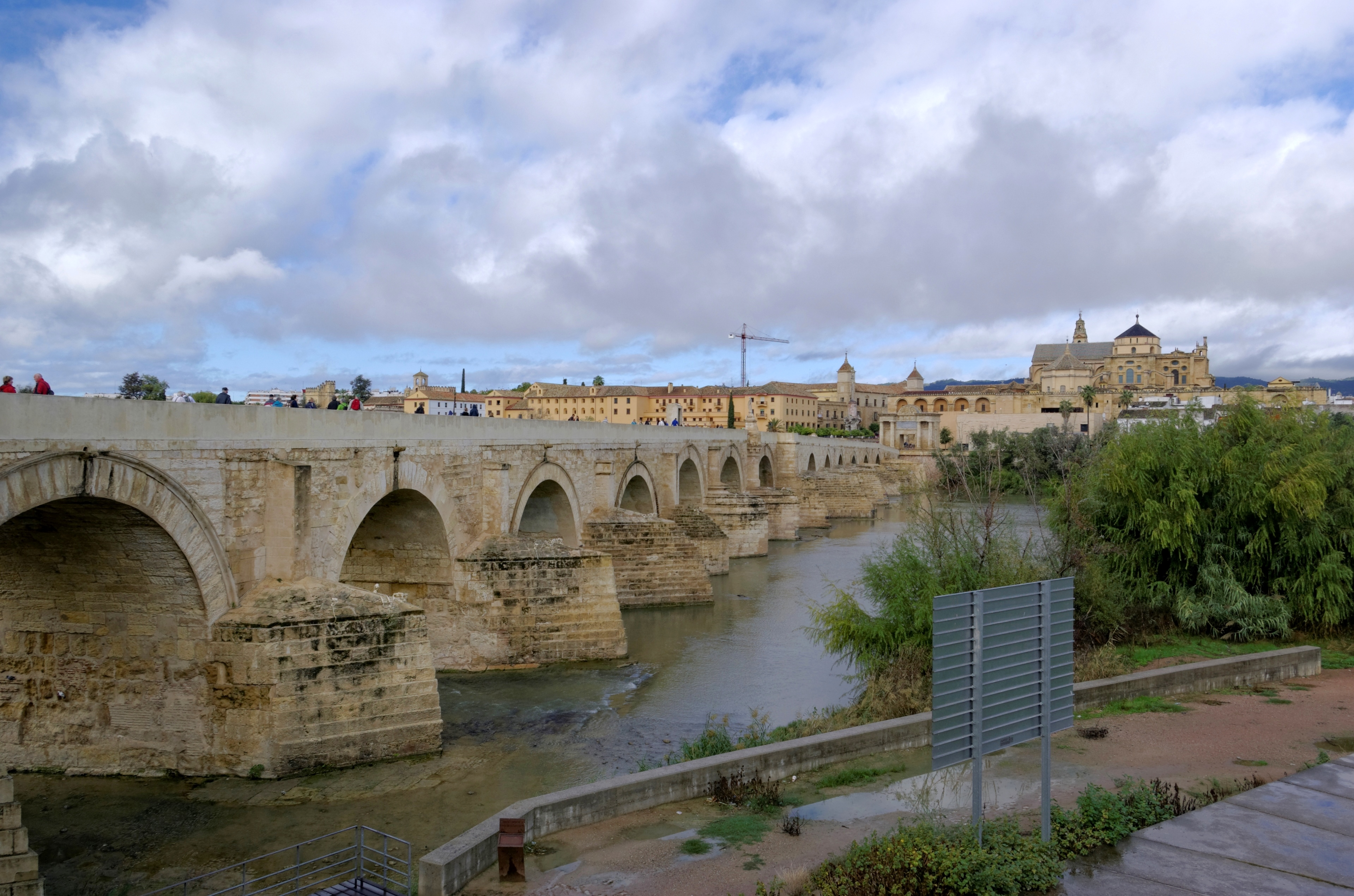
Romeinse brug in Córdoba

Met de Punische Oorlogen kwamen de Romeinen in 206 v.Chr. in Spanje, onder leiding van Scipio Africanus. Ze veroverden het gebied, wat zij Hispania noemden, en deelden het in provincies in. Andalusië kwam ongeveer overeen met de provincie Hispania Ulterior, die vanaf de regering van keizer Augustus werd aangeduid als Baetica. Deze provincie werd zeer rijk, vooral door de bloeiende mijnbouw van kostbare metalen en de landbouw. De hoofdstad was Corduba, het huidige Córdoba.
Scipio stichtte in 206 v.Chr. eveneens de stad Itálica waar Romeinse kolonisten en veteranen zich vestigden. Deze stad bracht later onder andere de keizers Trajanus en Hadrianus voort. Deze enorme invloed van wat in geografisch opzicht een afgelegen provincie was, hangt samen met het economisch belang, vanwege de winning van goud, zilver, koper en lood, maar vooral vanwege de productie van olijfolie: de stad Rome was voor dit product volledig aangewezen op importen uit Baetica, waarvan enkele Andalusische families schatrijk werden, zoals de Annaei, waartoe de beide Seneca's en de dichter Lucanus behoorden. Zij leverden vanaf het midden van de eerste eeuw n.Chr. senatoren. Nadat deze invloed eenmaal een feit was, kon het keizerschap niet uitblijven.
Vanaf de derde en vierde eeuw begint het Romeinse Rijk af te takelen, vooral door binnenlandse onrust zoals burgeroorlogen, epidemieën, economische crisis en afscheidingsbewegingen. Vanaf ongeveer 400 vinden er grote invasies door vooral Germaanse volkeren plaats, de Grote Volksverhuizing, die Gallia en vervolgens ook Hispania bezetten. Rond 415 wordt Catalonië overgenomen door de Visigoten, Andalusië door Vandalen en Galicië door Sueben. Na de desintegratie van het West-Romeinse Rijk (na de regering van keizer Anthemius) kregen de Visigoten het in heel Spanje voor het zeggen. De Vandalen waren toen al overgestoken naar Tunesië. De Visigoten, die de ariaanse variant van het christendom volgden, werden in 589 tot het katholicisme bekeerd door de bisschoppen Leander en Isidorus, toen hun koning Reccared I zich liet herdopen in de katholieke traditie.

### Moorse periode

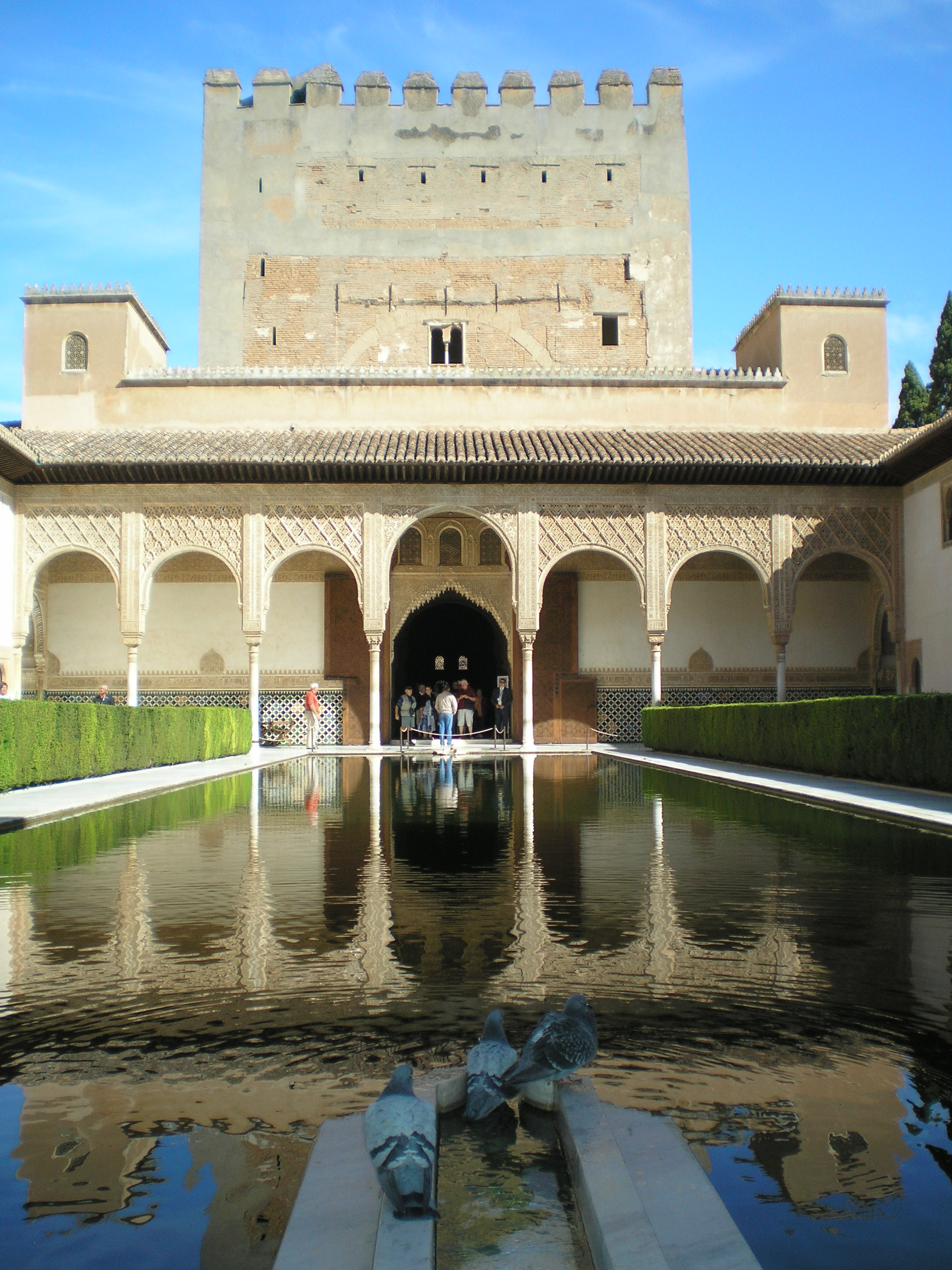
Alhambra, patio de los Arrayanes

In 710 wordt de Arabieren gevraagd om tussenbeide te komen in een twist onder de Visigoten. In 711 slaagt Tarik ibn Zijad erin om, met hulp van Berbertroepen, een heel stuk te veroveren. Binnen tien jaar is enkel het noorden, Asturië, nog in handen van de Visigoten. De Moren herdoopten "Andalusië" tot Al-Andalus.
In 756 roept de Arabisch-Berberse leider Abd al-Rahman I, naar eigen zeggen een telg uit de zes jaar eerder ten val gekomen dynastie der Omajjaden, zichzelf uit tot emir van het onafhankelijke emiraat van Córdoba. In 785 begon men met de bouw van de Mezquita in Córdoba, een grote moskee.
Abd al-Rahmān III roept in 929 het onafhankelijk kalifaat Córdoba uit. De Moren, zoals de Islamitische heersers van Andalusië gewoonlijk worden genoemd, waren nu op het toppunt van hun macht en Córdoba werd een cultureel centrum en de grootste stad van Europa na Constantinopel. Langzaam kwam het rijk in verval en splitste zich in Moorse ministaatjes, de taifas, zorgden voor de definitieve aftakeling van het kalifaat. Dit kalifaat eindigde in 1031.
Vanaf dat ogenblik zien de minder machtige christelijke staatjes in het noorden van het Iberisch Schiereiland hun kans schoon om Moorse gebieden te heroveren in de Reconquista. Zo boekte koning Alfons VI van Castilië in 1085 een belangrijke overwinning bij Toledo, wat als het startschot van de Reconquista gezien wordt. Deze bereikt Andalusië met een overwinning in 1212. De Almohaden, een Berberse dynastie die de macht in Andalusië had overgenomen, werd toen verslagen in de Slag bij Las Navas de Tolosa.
Córdoba wordt heroverd in 1236. De Moren, meer bepaald de Nasridendynastie, compenseren hun tanende macht met prachtige bouwwerken, zoals het Alhambra in Granada, waarvan de bouw begon in 1238. In 1248 werd echter Sevilla heroverd door Ferdinand III. Zelfs de christelijke burgeroorlog van Pedro I tegen Hendrik II van Trastámara verandert niet veel.
Als Castilië en Aragon in 1479 verenigd worden door het huwelijk van de Reyes Católicos, Ferdinand van Aragón en Isabella van Castilië, is het kalf helemaal verdronken voor de Moren. In 1492 wordt de laatste Moorse vesting, het Koninkrijk Granada, met de hoofdstad Granada, veroverd op Mohammed Abu Abdallah. Hiermee kwam een einde aan bijna acht eeuwen Moors Andalusië.

### Andalusiës bloeitijd

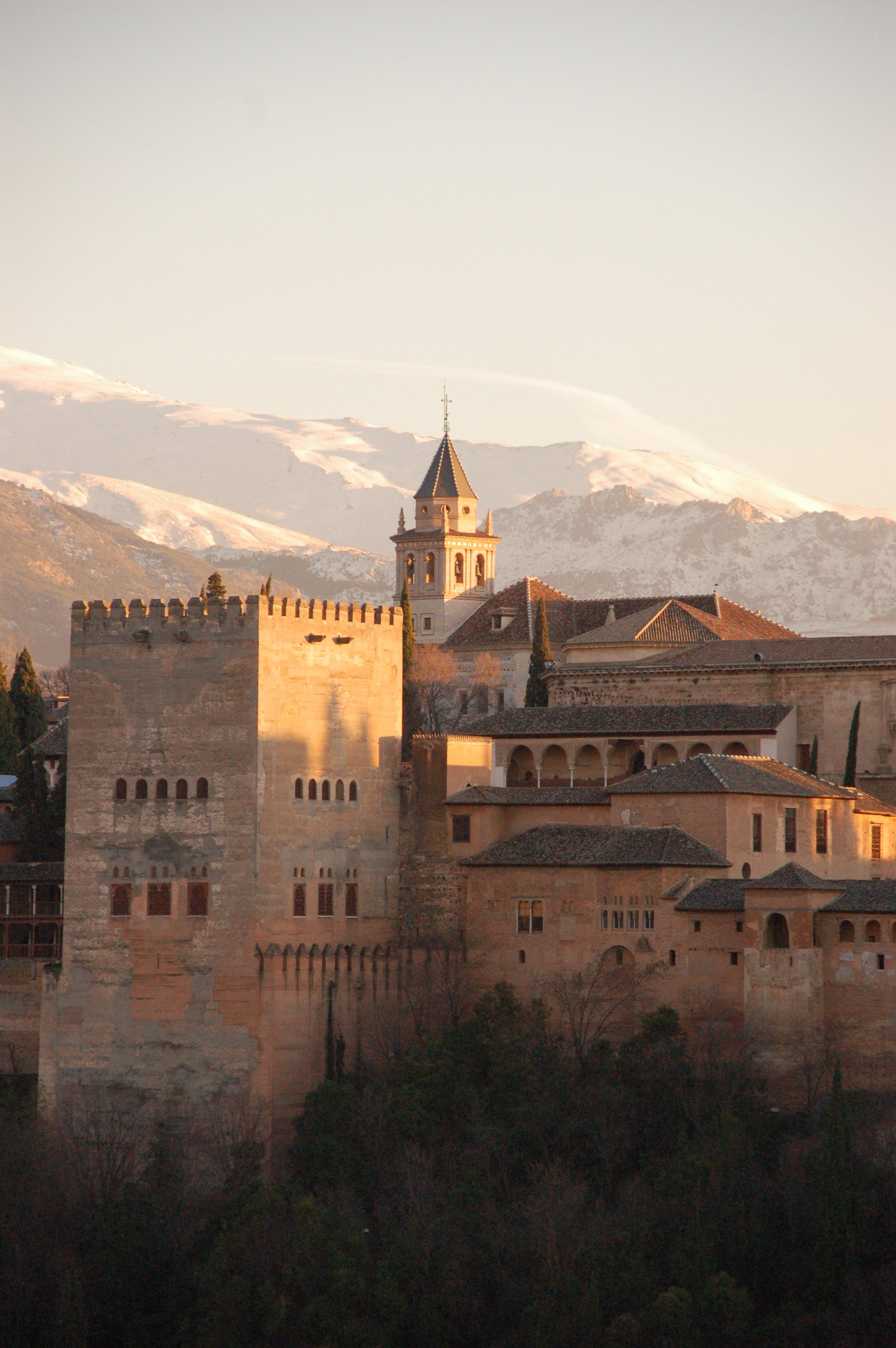
Alhambra, Granada

Meteen na de Reconquista startten gouden eeuwen voor Andalusië. Die beginnen vrijwel onmiddellijk na de val van Granada. Christoffel Columbus ontdekte eveneens in 1492 Amerika. Andalusië diende als uitvalsbasis van Spanje naar de Nieuwe Wereld. De rijkdommen kwamen meestal toe aan Sevilla, dat als poort op de Nieuwe Wereld steenrijk werd.
Niet iedereen was gelukkig met de gang van zaken. Hoewel de overgebleven Moren verdragen werden en zelfs aan de basis lagen van een bouwstijl, de mudéjarstijl, kwamen ze toch in opstand in 1502 in de Alpujarra, de streek aan de zuidkant van de Sierra Nevada. Ze werden verslagen en werden of bekeerd tot het christendom of verdreven. In 1558 kwamen ze op dezelfde plaats weer in opstand, deze keer eveneens zonder succes. In 1609 volgt de definitieve verdrijving van de Moren door Filips III.

### Varia
Het Spaans dat in Latijns-Amerika wordt gesproken is afkomstig van het Andalusische dialect van het Spaans vanwege de rol die Sevilla speelde in de 16e en 17e eeuw als poort naar de Spaanse kolonies in Amerika. De Moorse architectuur treffen we nog volop aan in Andalusië. De regio was immers het laatste bolwerk van de Moren (het koninkrijk Granada), tot ze in 1492 werden verslagen. De bekendste overblijfselen zijn het Alhambra in Granada, de Moskee in Córdoba en de torens Torre del Oro en Giralda in Sevilla.

## Politiek
Het bestuur van Andalusië, de Junta de Andalucía, is gezeteld in Sevilla. Huidig presidente van de regio is Juan Manuel Moreno, sinds januari 2019. Hij is de eerste niet-socialistische regiopresident sinds de democratische overgang na het einde van het Franco-regime.

### Bestuurlijke indeling
Andalusië is onderverdeeld in acht provincies:
| Provincie | Inwoners (2019) | Hoofdstad                  | Inwoners (2019)        |
| --------- | --------------- | -------------------------- | ---------------------- |
| Almería   | 716.820         | Almería                    | 198.533                |
| Cádiz     | 1.240.155       | Cádiz grootste stad: Jerez | 116.027 212.879 (2018) |
| Córdoba   | 782.979         | Córdoba                    | 325.701                |
| Granada   | 914.678         | Granada                    | 232.462                |
| Huelva    | 521.870         | Huelva                     | 143.663                |
| Jaén      | 633.564         | Jaén                       | 112.999                |
| Málaga    | 1.661.785       | Málaga                     | 574.654                |
| Sevilla   | 1.942.389       | Sevilla                    | 688.592                |
| Totaal    | 8.414.240       |                            |                        |

## Bevolking
In 2019 had Andalusië een vruchtbaarheidscijfer van 1,30 kinderen per vrouw, hetgeen ongeveer 5,6% hoger was dan het Spaanse gemiddelde van 1,23 kinderen per vrouw. De gemiddelde levensverwachting bedroeg ongeveer 82,2 jaar voor de totale bevolking - dit was 1,4 jaar korter dan het landelijke gemiddelde van 83,6 jaar in 2019.

### Demografische ontwikkeling
Bevolkingscijfers in duizendtallen
Bron: INE
Opm: Bevolkingscijfers in duizendtallen

## Cultuur
Veel clichés over Spanje, zoals bijvoorbeeld de flamenco en het stierenvechten, vinden hun oorsprong in Andalusië:

### Muziek en dans
Andalusië is de bakermat van de flamencomuziek. De exacte ontstaansgeschiedenis is niet bekend, maar vermoed wordt dat zigeunermuziek als basis vermengd werd met Indiase, christelijke, Joodse en Moorse invloeden.

### Sport en spel

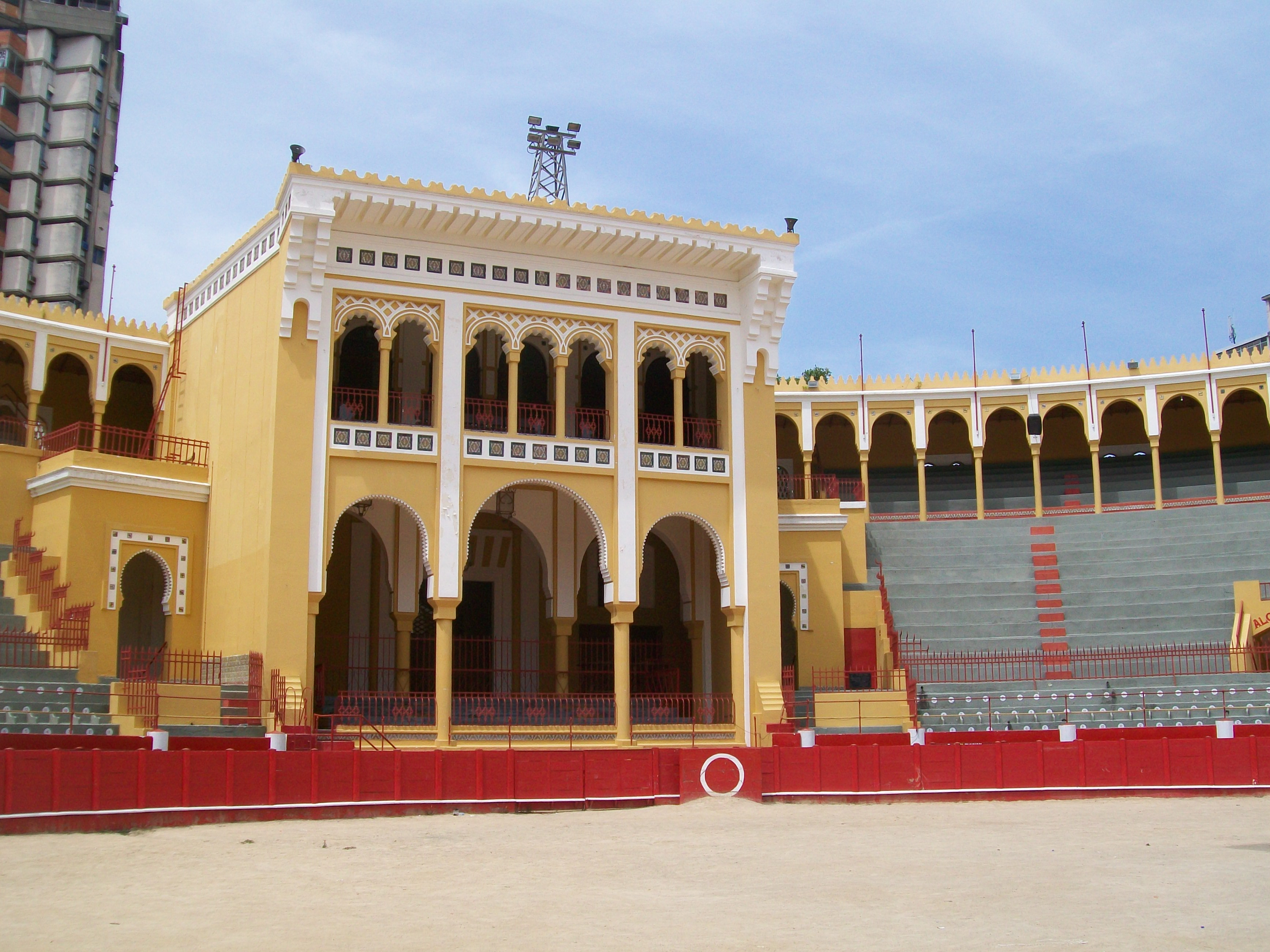
De Maestranza-arena

Andalusië is ook de bakermat van het stierenvechten. Alhoewel deze traditie omwille van het dierenleed onder druk staat, blijft ze populair in Andalusië. De stieren worden speciaal gefokt op moed en vechtlust. Beroemde arena's staan in Sevilla (Maestranza-arena), in Ronda en in Córdoba.

### Culinair
Andalusië is het land van de sherry, een gealcoholiseerde wijn. De druiven waarvan sherry gemaakt wordt, verbouwt men in de buurt van Jerez de la Frontera. Voor sherry worden voornamelijk twee druivensoorten gebruikt: de Palomino en de Pedro Ximénez. Bij de sherry worden vaak tapas gegeten. Dit zijn typisch Spaanse aperitiefhapjes die tijdens het borreluurtje genuttigd worden.
In de totale economie van Andalusië speelt de visserij een rol van ondergeschikt belang, toch is het in de kustplaatsen van oudsher een culturele factor; specialiteiten zijn garnalen en tonijn.

### Iberische paarden
Andalusië staat bij paardenliefhebbers bekend om de fokkerij van paardenrassen als de Andalusiër en de Lusitano, die diep verworteld zijn in de Berber en door de eeuwen heen van grote invloed waren op de fokkerij van andere Europese rassen van barokpaarden, zoals de Lipizzaner, de Kladruber en de Fries.

### Religieuze feesten
Een van de op religieuze basis gestoelde feesten is Feria de Nuestra Señora de la Salud in Córdoba.

Feria de Córdoba
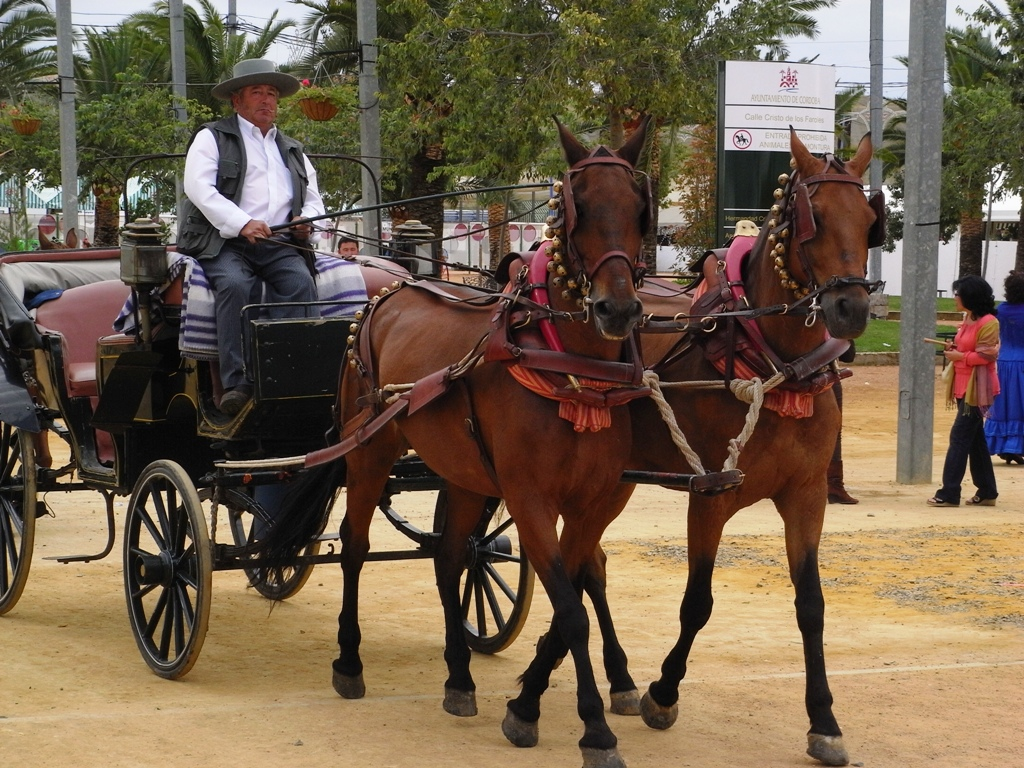
Feria de Córdoba
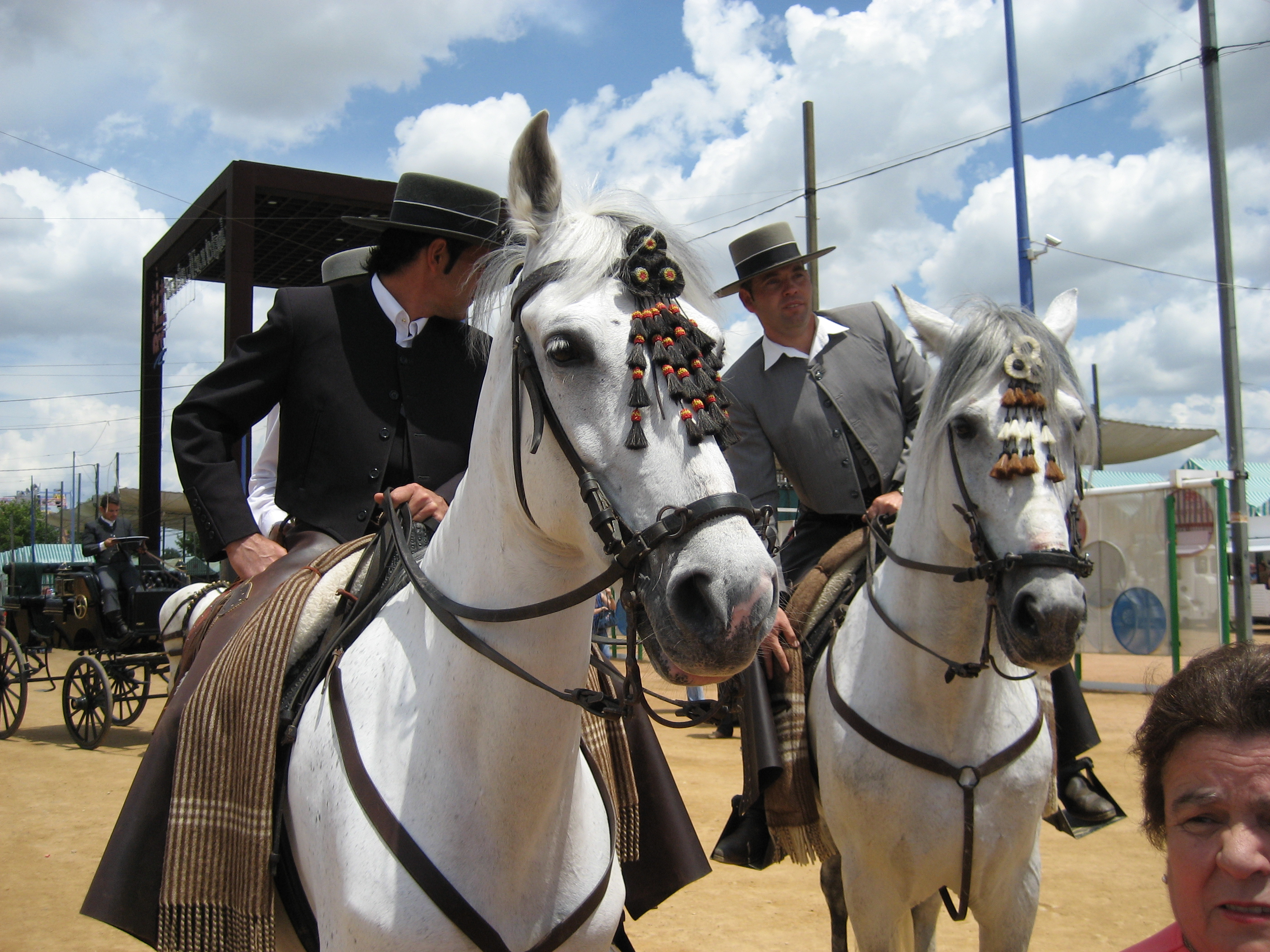
Córdoba
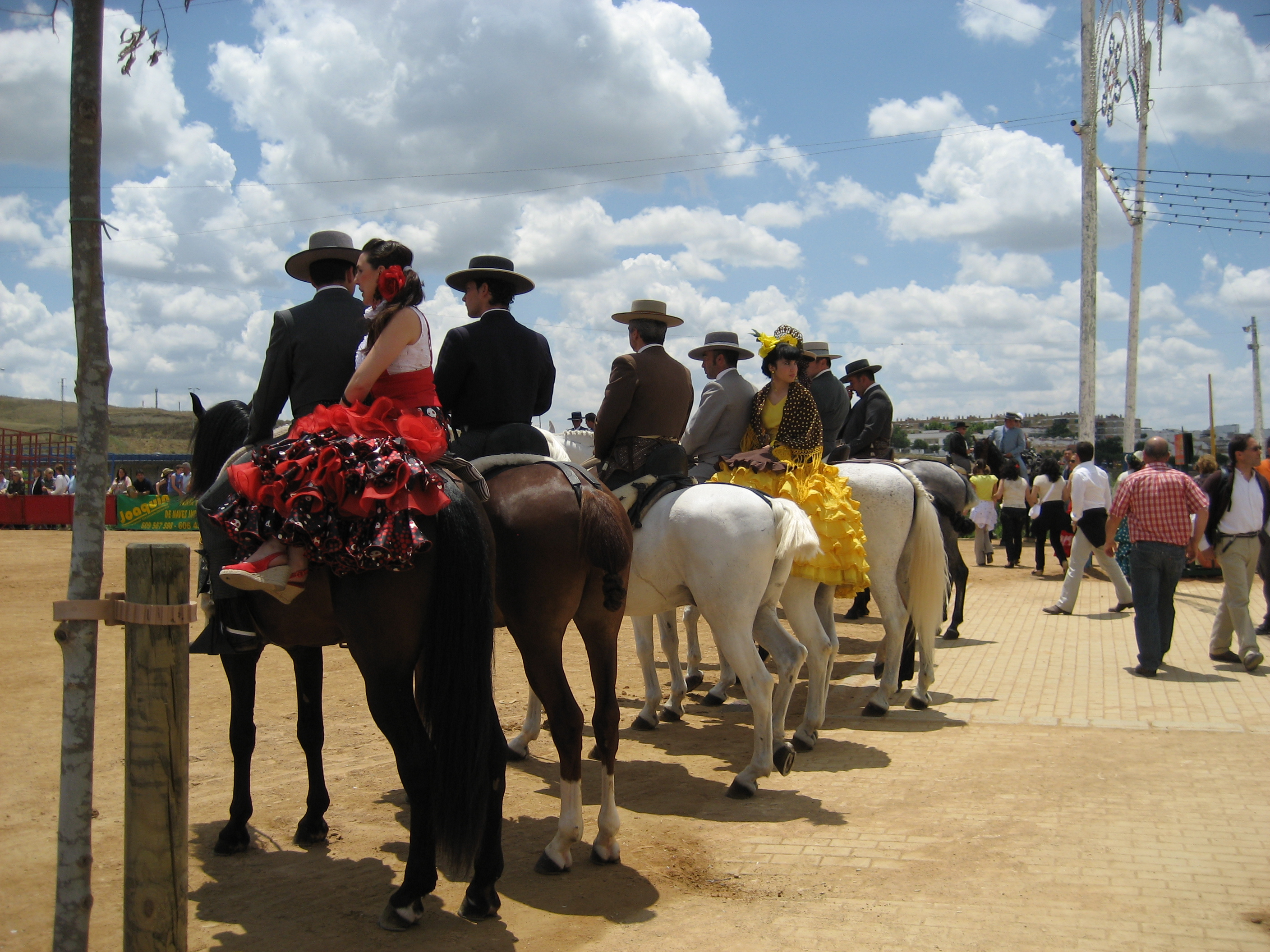
Córdoba
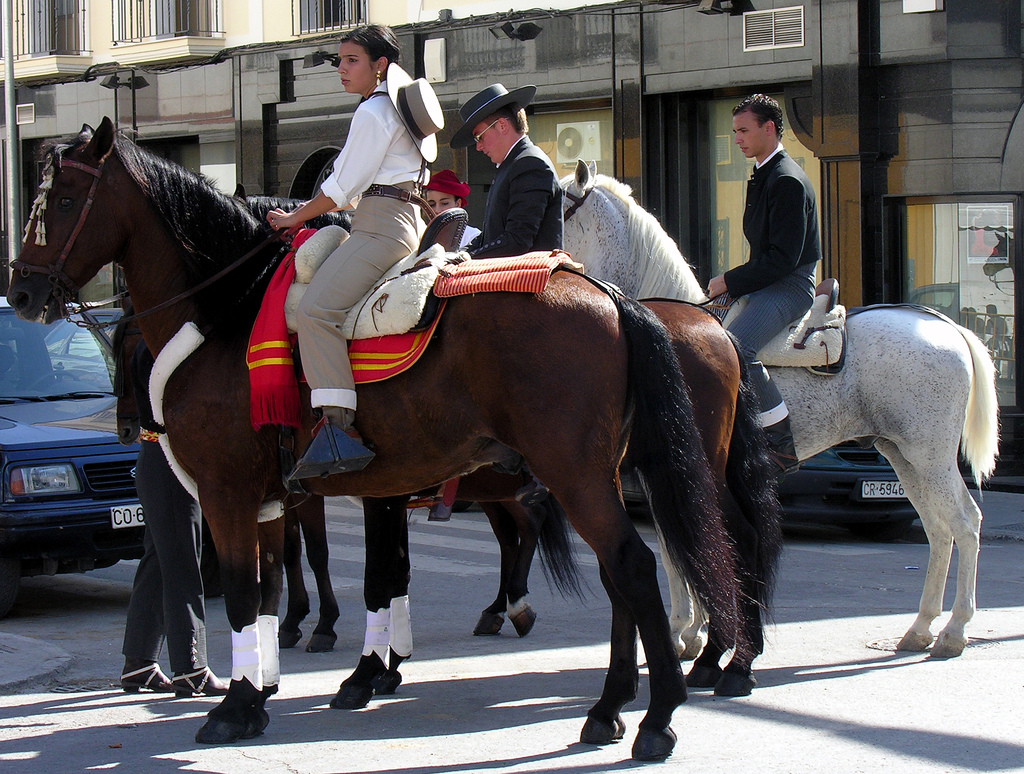
Feria de Córdoba

## Klimaat en landbouw
Het mediterrane klimaat beïnvloedt het weer in Andalusië. De zomers zijn droog en de winters zacht. Maar binnen Andalusië is er veel verscheidenheid, van de uitgebreide kusten tot de besneeuwde toppen van de Sierra Nevada. Vaak kan men op dezelfde dag bijvoorbeeld 's morgens skiën in de Sierra Nevada en 's middags zwemmen in de nabije Middellandse Zee. Terwijl de kuststreken een getemperd klimaat hebben, door de zee, kan het in het binnenland heet worden: de regio Sevilla is wat dat betreft berucht; de temperatuur stijgt er 's zomers regelmatig boven de veertig graden Celsius. De droogste plek op het vasteland van Europa is eveneens in Andalusië te vinden, namelijk de Cabo de Gata, waar slechts 117 mm regen per jaar valt. De Tabernaswoestijn in Almería is de enige echte woestijn in Europa.
Gemiddeld is de temperatuur in een jaar meer dan 16 °C. Januari is de koudste maand, en juli en augustus zijn de warmste maanden. Deze maanden hebben een gemiddelde temperatuur van 28,5 °C.
Andalusië is een land- en tuinbouwstreek. Graan, rijst en katoen, olijven, sinaasappelen,  tomaten en aardbeien. Sinds de Reconquista was de landbouwgrond in handen van een kleine elite, afstammelingen van de christelijke ridders. Het land werd eeuwenlang bewerkt door de Morisko's, tot deze in de 16e eeuw om geloofsredenen werden verdreven. Sindsdien bleef veel landbouwgrond braak liggen of werd bewerkt door dagloners.
Voor de irrigatie van de droge streek werden veel kanalen aangelegd, zoals het Almanzorakanaal.

## Vervoer

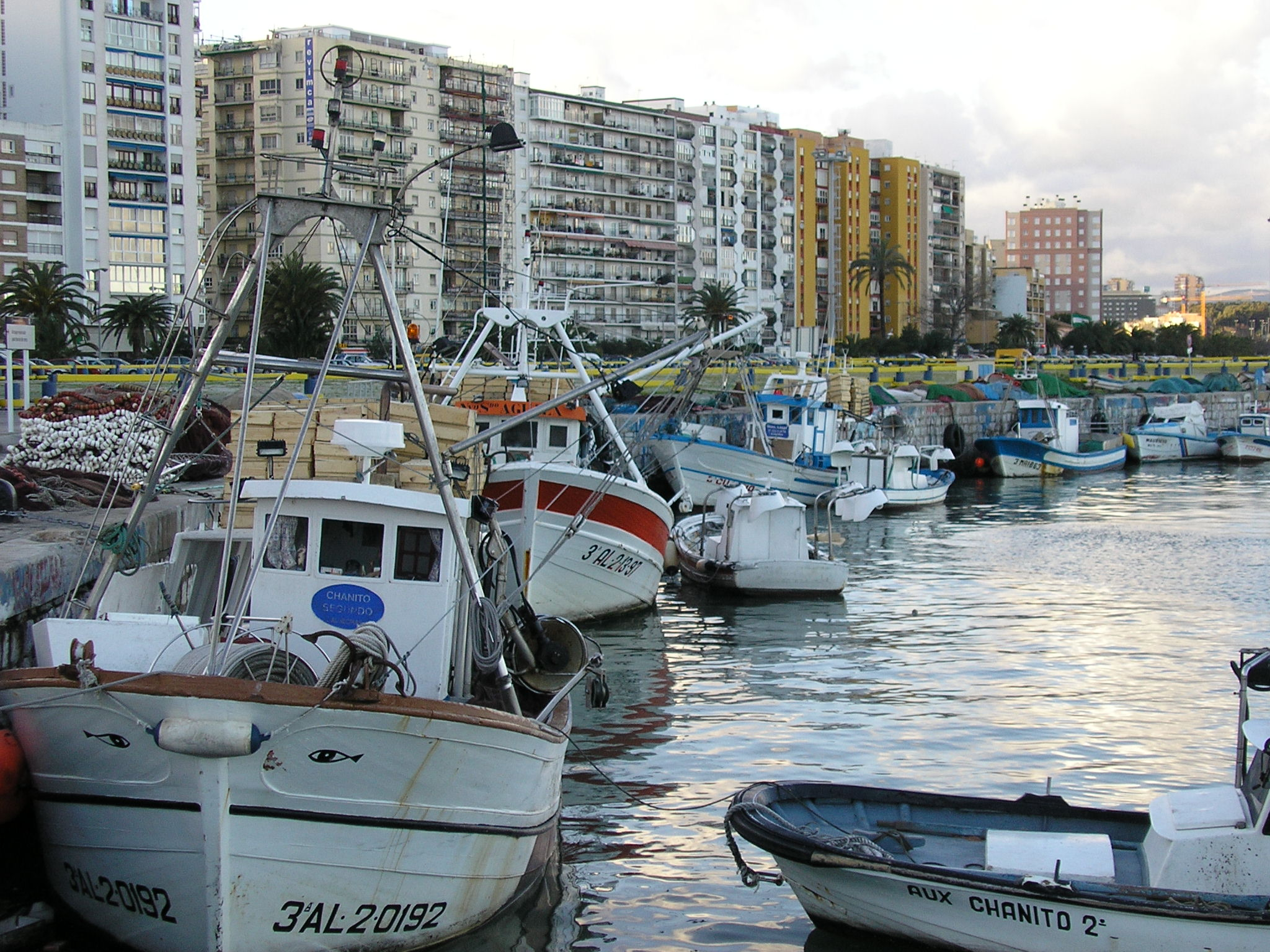
Visserijhaven van Algeciras

De haven van Algeciras, aan de Straat van Gibraltar, is de grootste zeehaven van Spanje. Voor personenvervoer is de haven vooral bekend als belangrijkste oversteekpunt naar Noord-Afrika (en dan met name naar Marokko).
Naast een bescheiden spoorwegnetwerk, met een hogesnelheidslijn van Madrid naar Sevilla met aftakkingen naar Córdoba en Málaga, bezit Andalusië zes luchthavens, waarvan er vijf van internationale betekenis zijn.
- Luchthaven Málaga-Costa del Sol
- Luchthaven Sevilla-San Pablo
- Luchthaven GFL
- Luchthaven van Jerez
- Luchthaven Almería
- Luchthaven Córdoba

## Toerisme

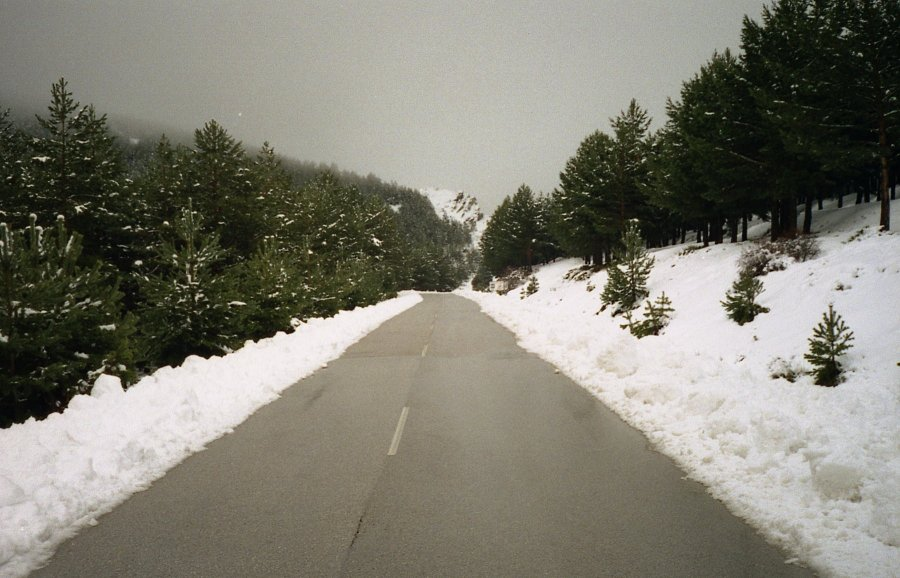
Port Ragua, Sierra Nevada

Andalusië heeft uiteenlopende toeristische trekpleisters. Deze zijn in hoofdzaak:
- Voor de cultuur- en geschiedenisliefhebbers de historische steden, zoals Granada, Sevilla en Córdoba.
- Voor sportieve toeristen de bergketen Sierra Nevada, met een omvangrijk net van wandelroutes, mogelijkheden voor alpinisme en in de winter uitgebreide wintersportmogelijkheden. Aan de kust is alle mogelijke watersport te ondernemen.
- De Costa del Sol en de Costa de la Luz. Deze populaire stranden zijn het gehele jaar door bevolkt met in de winter vooral gepensioneerde West-Europeanen. In de zomer is het druk met gezinnen en jongeren uit heel Europa: badplaatsen zoals Málaga, Torremolinos en Marbella zijn beroemd. Er zijn ook badplaatsen die nog niet volledig door het massatoerisme zijn ontdekt, zoals Nerja.
- Andalusië heeft ongeveer negentig golfclubs die golfbanen hebben met achttien holes of meer, zie de Lijst van golfbanen in Spanje.

Almeria · Cádiz · Córdoba · Granada · Huelva · Jaén · Málaga · Sevilla